# Dème d'Ágios Nikólaos
Le dème d’Ágios Nikólaos (grec moderne : Δήμος Αγίου Νικολάου) est un dème situé dans la périphérie de Crète en Grèce. Le dème actuel est issu de la fusion en 2011 entre les anciens dèmes d’Ágios Nikólaos, de Néapoli et de la communauté de Vrachasi, devenus des districts municipaux.
Son siège est la localité d’Ágios Nikólaos, sa « capitale historique » la localité de Néapoli.